# Interpolacja (matematyka)

Interpolacja skończonego zbioru punktów epitrochoidy (niebieska krzywa).

Interpolacja – aproksymacja wartości funkcji w jakimś zakresie zmiennych na podstawie części wartości z tego zakresu. Jest to budowanie w danym obszarze {\displaystyle \Omega \subset R^{n}} tzw. funkcji interpolacyjnej, która przyjmuje w nim z góry zadane wartości w ustalonych punktach nazywanych węzłami.
Interpolacja jest stosowana w:
- metodach numerycznych, np. przy obliczaniu całek ze skomplikowanych funkcji;
- naukach doświadczalnych – przy budowaniu funkcji na podstawie danych pomiarowych w skończonej liczbie punktów, np. w meteorologii przy sporządzaniu map synoptycznych.

## Definicja na prostej rzeczywistej
Niech będzie dany przedział {\displaystyle [a,b]\subset R^{1}} oraz skończony ciąg punktów {\displaystyle (x_{k})_{k=0}^{n}} z tego przedziału,
{\displaystyle a=x_{0}<x_{1}<\ldots <x_{n}=b.}
Wyrazy {\displaystyle x_{0},\dots ,x_{n}} powyższego ciągu nazywane będą węzłami.
Zakłada się także, że dane są wartości {\displaystyle y_{k}\in R^{1}} dla {\displaystyle k=0,1,\dots ,n.} Pary {\displaystyle (x_{k},y_{k})} nazywane są punktami pomiarowymi.
Funkcję {\displaystyle \varphi } określoną na przedziale {\displaystyle [a,b]} nazywa się funkcją interpolacyjną (również interpolującą) określoną w danych węzłach jeśli:
{\displaystyle \varphi (x_{k})=y_{k}\quad {}} dla wszystkich {\displaystyle k=0,\dots ,n.}
Na funkcję interpolującą {\displaystyle \varphi } nakłada się różne warunki prowadzące do różnych zadań interpolacyjnych, i tak jeśli zażąda się, aby {\displaystyle \varphi } była określonej klasy, to mówi się wówczas o interpolacji funkcjami tej klasy.

## Węzeł funkcji
Węzeł funkcji to argument funkcji, dla którego znana jest jej wartość.
Jeżeli:
1){\displaystyle f\colon A\to B,} jest funkcją z {\displaystyle A} w {\displaystyle B,}
2) {\displaystyle {\text{jest}}\,x_{i}\in A,} dla którego znana jest wartość {\displaystyle y_{i}} taka, że {\displaystyle f(x_{i})=y_{i}\in B,}
to {\displaystyle x_{i}} jest węzłem funkcji {\displaystyle f.}
W praktyce zbiór węzłów jest skończonym zbiorem argumentów, dla których eksperymentalnie wyznaczono wartości interpolowanej funkcji.

## Interpolacja wielomianowa
Interpolacja wielomianowa polega na przybliżaniu funkcji za pomocą wielomianów. Metoda ta została rozwinięta przez Josepha Lagrange’a, a jej podstawą jest twierdzenie, że:
Dla danych {\displaystyle n+1} punktów pomiarowych, parami różnych od siebie, istnieje jedyny wielomian interpolujący stopnia co najwyżej {\displaystyle n,} zbudowany na tych punktach .
Najprostszym przypadkiem jest interpolacja liniowa: zadanie interpolacji dla dwóch węzłów {\displaystyle x_{0}} i {\displaystyle x_{1}.} Rozwiązaniem w klasie wielomianów pierwszego stopnia jest wtedy funkcja liniowa, której wykres przechodzi przez punkty {\displaystyle (x_{0},f(x_{0}))} i {\displaystyle (x_{1},f(x_{1}))} (zob. rysunek).
- Funkcje sklejane

Błąd interpolacji można zmniejszać przez powiększanie liczby węzłów i w konsekwencji stosowanie wielomianów wyższych stopni. Takie wielomiany jednak jak gdyby przedziałami upodabniają się do siebie co pogarsza uwarunkowanie układu równań określających współczynniki
Ponieważ wielomiany są funkcjami dość regularnymi, nie nadają się zbytnio do przybliżania funkcji nieregularnych na większych przedziałach. Z tego powodu wybiera się interpolację wielomianami niskiego stopnia (najczęściej trzeciego), jednak dzieli się przedział interpolacji na mniejsze podprzedziały i na każdym z nich przeprowadza niezależnie interpolację. Aby poprawić przybliżenie nakłada się dodatkowe warunki gładkości na brzegach podziałów, zwykle zgodność pochodnych stopnia o jeden mniejszego niż stopień użytych do interpolacji wielomianów, co wraz z ustalonymi warunkami brzegowymi daje jednoznaczność rozwiązania zadania.

### Funkcje trygonometryczne
Interpolacja trygonometryczna służy przede wszystkim przybliżaniu funkcji okresowych. Idea stojąca za tą interpolacją jest następująca: wielomiany z powodu braku okresowości powodują duże błędy podczas przybliżeń funkcji okresowych, z tego względu używa się zamiast nich funkcji trygonometrycznych mających właśnie charakter okresowy.

## Interpolacja nieliniowa

### Wymierna
Interpolacja wymierna polega na przybliżaniu funkcji za pomocą funkcji wymiernej. Rozwiązanie zadania interpolacji wymiernej nie zawsze jest możliwe do wykonania.

## Zastosowanie interpolacji
- obliczanie wartości funkcji podanych za pomocą tablic w punktach różnych od podanych w tablicy[6],
- zagęszczanie tablic[6],
- obliczanie poprawek[6],
- zastępowanie skomplikowanych funkcji wielomianem odpowiedniego stopnia[6],
- reguła Titiusa-Bodego – odległości planet Układu Słonecznego okazywały się tworzyć pewien ciąg opisany funkcją wykładniczą; interpolacja danych pozwoliła przewidzieć i odkryć Ceres,
- robotyka – trajektorie ruchu manipulatora,
- akustyka – sygnały cyfrowe, efekty VST.